# صلاح الحميدي
صلاح الحميدي  (و. 1974  م) هو لاعب جودو يمني، شارك في الألعاب الأولمبية الصيفية 1992.

## روابط خارجية
- صلاح الحميدي على موقع JudoInside.com (الإنجليزية)
- صلاح الحميدي على موقع أوليمبيديا (الإنجليزية)